# Hugo Passos
Hugo Miguel da Silva Passos (27 września 1979) – portugalski zapaśnik walczący w stylu klasycznym. Olimpijczyk z Aten 2004, gdzie zajął 21 miejsce w wadze 60 kg.
Szesnasty na mistrzostwach świata w 2006. Szósty na mistrzostwach Europy w 2012. Zajął 22 miejsce na igrzyskach europejskich w 2015. Brązowy medalista mistrzostw śródziemnomorskich w 2014, a także wicemistrz Europy juniorów w 1999 roku.
- Turniej w Atenach 2004

Przegrał z Amerykaninem Jimem Gruenwaldem i Eusebiu Diaconu z Rumunii i odpadł z turnieju.